# Triatlón en los Juegos Panafricanos de 2023
El triatlón en los Juegos Panafricanos de 2023 se realizó en Acra (Ghana) el 15 de febrero de 2024. En total fueron disputadas en este deporte dos pruebas diferentes, una masculina y una femenina.

## Resultados
| Evento    | Oro                           | Plata                     | Bronce                 |
| --------- | ----------------------------- | ------------------------- | ---------------------- |
| Masculino | Nicholas Quenet Sudáfrica     | Badr Siwan Marruecos      | Dylan Nortje Sudáfrica |
| Femenino  | Vicky van der Merwe Sudáfrica | Shanae Williams Sudáfrica | Kahina Mebarki Argelia |

## Medallero
| Núm. | País      | Oro | Plata | Bronce | Total |
| ---- | --------- | --- | ----- | ------ | ----- |
| 1    | Sudáfrica | 2   | 1     | 1      | 4     |
| 2    | Marruecos | 0   | 1     | 0      | 1     |
| 3    | Argelia   | 0   | 0     | 1      | 1     |
|      | TOTAL     | 2   | 2     | 2      | 6     |